# Bruderschaft Deutschland
Bruderschaft Deutschland o Germandat d'Alemanya és un grup de milícies neonazis que ha estat actiu principalment a Düsseldorf des del 2016. El grup es considera un exemple típic d'estructura mixta formada per neonazis, rockers i hooligans. L'observa l'Oficina de Protecció de la Constitució, que relaciona alguns dels seus membres a «l'extremisme de dreta subcultural».

## Història
El grup es va fundar l'estiu de 2016 al districte de Garath de Düsseldorf i va aparèixer inicialment com la Germandat Garath. Kai Kratochvil és considerat un dels seus fundadors.
El 2017, el grup va actuar amb samarretes «Loyalty, Blood and Honor» estampades. El gener de 2018, els membres del grup portaven samarretes amb símbols neonazis. Això va donar lloc a tres escorcolls policials i a extensos decomisos.
El novembre de 2018, el grup va participar en una marxa conflictiva al barri d'⁣Unterbilk. Algunes persones que podien ser adscrites al grup van participar el mateix mes en una concentració contra el pacte migratori a Düsseldorf.
El grup va fer del restaurant de Düsseldorf Fuchsjagd el seu bar preferit. A finals del 2018, l'hostaler va donar al grup una prohibició indefinida.
L'estiu del 2019, el grup va marxar a Düsseldorf davant de l'⁣estació principal de tren per fer una vetlla i va fer una concentració davant del Rheinbad. A l'octubre del mateix any, el grup va participar en una manifestació a Berlín i va corejar amb altres neonazis: «Si volem, us matarem d'una pallissa!». A finals del 2019, els membres del grup van participar en una manifestació amb el lema Unsere Oma ist keine Umweltsau ('La nostra àvia no és un porc del medi ambient') davant de l'edifici del WDR a Colònia. Durant la concentració, seguint la línia de la primera estrofa de la cançó d'⁣Alemanya, es va cantar Deutscher Opa über alles ('L'avi alemany per sobretot de tot'), així com cançons de contingut antisemita.
El dia 1 d'abril de 2020, els investigadors del presumpte grup terrorista de dretes Gruppe S. van escorcollar cinc cases pertanyents a partidaris de la Bruderschaft Deutschland a la recerca d'armes il·legals. Entre ells hi havia l'apartament de Ralf Nieland, el líder de la Germandat, a Düsseldorf-Holthausen. Segons declaracions de testimonis, va estar en contacte estret amb el Grup S., segons va constatar en fotografies Tony E. i va admetre haver tingut dos contactes amb ell, però es va distanciar dels plans terroristes. Tony E., per la seva banda, portava samarretes de la Sektion Süd o 'Secció Sud' de la confraria.